# Anglicanización

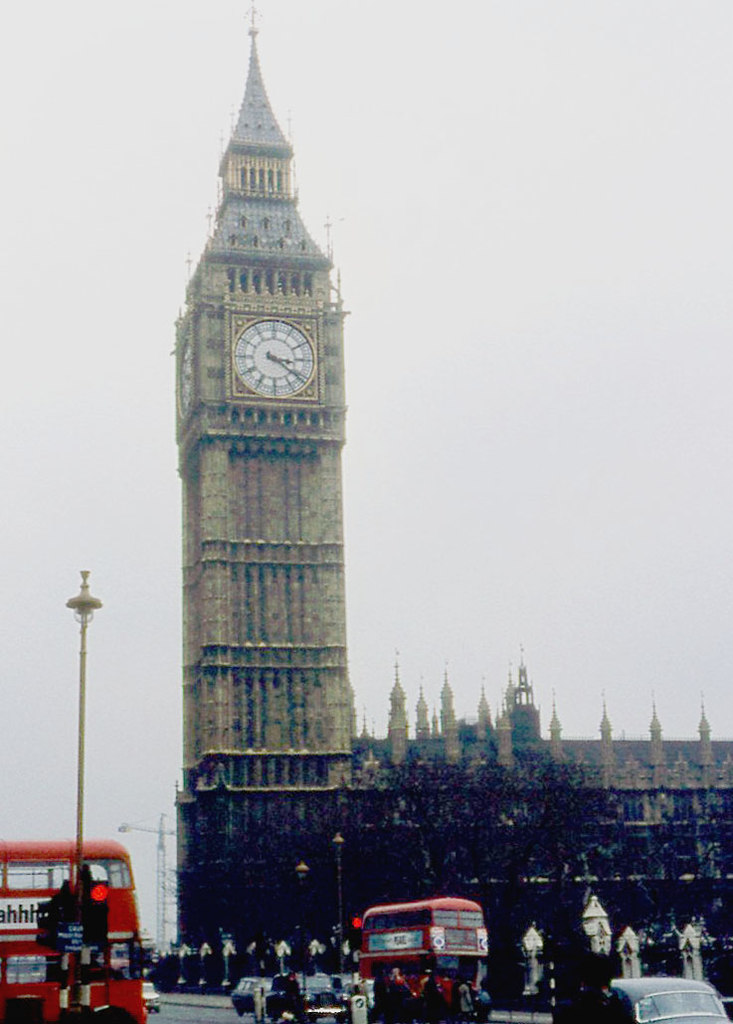
Fotografía del Big Ben, en Londres, un símbolo común de la cultura del Reino Unido.

Anglicanización o anglicización (Inglés: /anglicization/) son términos que se refieren al proceso en el que algo o alguien adopte características provenientes de los ingleses, o al idioma inglés. La anglicanización es un modo de asimilación cultural en la que un objeto o persona se ve asimilado, influenciado o dominado por la cultura inglesa o británica; esta asimilación puede ser sociocultural, en donde, una persona, lugar o grupo de personas adapta el idioma inglés a su vocabulario o adaptan costumbres británicas a su estilo de vida, también puede ser lingüísticamente, en la que un término, nombre o palabra de un idioma se ve alterada o modificada para facilitar su pronunciación en inglés. La anglicanización también hace referencia a la influencia de la cultura inglesa en el comercio en países fuera de Inglaterra o del Reino Unido, como son en medios de comunicación, gastronomía, cultura pop, tecnología, leyes o sistemas políticos.